# Hipotricosis hereditaria de Marie Unna
La Hipotricosis hereditaria de Marie Unna es un trastorno autosómico dominante infrecuente el cual consiste en un patrón de pérdida de cabello algo peculiar.
Se distingue de la "hipotricosis simplex", debido a que los pacientes con la hipotricosis de Marie Unna tienen distrofia de pelo retorcido, algo lo cual los pacientes con hipotricosis simplex no tienen.

## Signos y síntomas
Primero, en el nacimiento, se nace con una ausencia o esparcidad de cabello en el cuero cabelludo, cejas, y pestañas.
Durante la infancia, el pelo se hace grueso y algo cableado/desorganizado.
Y es durante la pubertad que el pelo se comienza a perder progresivamente, lo cual lleva  a una ausencia completa y marcada de pelo en las mismas áreas, algo llamado alopecia.

## Genética
Esta condición es causada por mutaciones autosómicas dominantes en los siguientes genes: U2HR, HR, EPS8LR3.
Autosómico dominante significa que tan solo una copia del gen mutado es necesaria para que aparezcan los síntomas que causa dicha mutación. La mutación en si puede ser hereditaria o puede ser el resultado de un error durante la división celular, algo a lo cual se le llama mutación esporádica o de novo.
En descendientes de la primera familia con hipotricosis tipo Marie Unna, se encontró una substitucion de par de base de G a A (c.3G>A) dentro del gen U2HR, el cual está ubicado en el cromosoma 8.
En una familia china de 7 generaciones, la hipotricosis de Marie Unna no pudo ser trazado de vuelta al gen en el cromosoma 8, pero si fue trazada de vuelta a 1p21.1-1q21.3, las cuales son regiónes en el cromosoma 1.

## Complicaciones
No hay complicaciones de salud lo suficientemente relevantes como para que pueda llegar a complicar el estado de la misma salud, pero sí hay desventajas que los síntomas provocan:
- Falta de cejas: Se cree que las cejas tienen un papel importante en proteger los ojos de líquidos indeseados tales como lluvia o sudor. Se podría asumir que una falta de ellos llevaría a dificultades no vistas por personas con cejas a la hora de estar bajo una caída de agua (como en una tormenta) o de sudar, como ocurre durante el ejercicio.[12]

- Falta de pestañas: Se cree que las pestañas sirven el papel importante de proteger a los ojos de contaminantes tales como el polvo para prevenir males tales como las infecciónes. Se podría asumir que la falta de las pestañas podría llevar a un riesgo elevado de padecer infecciones oculares, heridas, etc. Algo que las personas con cejas no experimentarian.[12]

- Falta de cabello en el cuero cabelludo: Se cree que el cabello sirve para mantener y regular una temperatura corporal estable durante condiciones frías, se podría asumir que sin el, habrían más dificultades logrando este objetivo que una persona con cabello.[13]

## Diagnóstico
El diagnóstico se puede realizar por medio de un examen físico. También se pueden hacer secuencias de genoma completo, o simplemente secuencias del gen EPS8LR3.

## Tratamiento
Esta condición no tiene cura, tampoco tiene ningún tipo de tratamiento efectivo que pueda luchar contra la pérdida de pelo. Las personas pueden ir a terapia para asegurar su bienestar mental y combatir la inseguridad que usualmente se tiene debido a la alopecia.

## Tipos
Según OMIM, hay dos tipos de HHMU
Hipotricosis hereditaria de Marie Unna tipo 1: Se caracteriza por herencia autosómica dominante, ausencia o escarcidad de cabello en el cuero cabelludo, cejas, y pestañas desde el nacimiento, se engruesa y enreda durante la infancia, y se pierde progresivamente durante la pubertad. Tiene el potencial de afectar a todo el pelo en el cuerpo. Esta asociada al gen HR en el cromosoma 8.
Hipotricosis hereditaria de Marie Unna tipo 2: Se caracteriza por hipotricosis hereditaria autosómica dominante, pelo retorcido, nada o muy poco de pelo en el cuero cabelludo desde nacimiento, cabello de cuero cabelludo irregular y "cableado"/desornado en la infancia, perdida o escarcidad de pelo de la frente progresiva durante la pubertad, pestañas y cejas finas (adelgazadas y débiles), y la falta de desarrollo de pelo púbico y axilar.

## Prevalencia
Alrededor de 30 familias alrededor del mundo con esta condición han sido descritos en la literatura médica.
Es más común entre las personas caucasoides, o las personas de piel blanca.

## Historia
Fue descubierto en 1925 por Marie Unna, cuando describió a una familia alemana extensa con "hipotricosis de Uber's congénita y hereditaria".